# わたしのゆうしゃさま?
『わたしのゆうしゃさま?』は、MASAにより開発されたフリーのアクションRPGである。制作にはRPGツクール2000が使用されている。テックウィン2003年3月号コンテストパークで金賞を受賞した。

## ストーリー
都会から少し離れたごく普通の町、春日乃町。人々は大きな事件も何もない当たり前の日常を送るが、突然意識不明に陥る原因不明の奇病が国中に蔓延し始め、人々の日常は静かに崩れていく。そんな折、春日乃高校に通う学生・神童アキは、彼女の前に突然現れた天使を名乗る男によって「神剣」と呼ばれる剣を与えられ、その剣を使って奇病を蔓延させている元凶「堕天使」と戦うことに。時を同じくしてアキの母親が奇病によって意識不明となり、アキは母を救うため、そしてこれ以上の奇病の広がりを防ぐために自分と同じく特別な力を持つ武器を与えられた仲間達と共に堕天使達との戦いに挑むことになる。

## 登場人物

### 主要人物
神童アキ
本編の主人公。高校2年生。17歳。目立つところのない普通の女の子。突然目の前に現れた天使長ミカエルにより、炎の神剣レーヴァテインの所持者に指名される。母・サキが奇病に罹患し倒れたことを機に、天界の争いに本格的に巻き込まれていく。
矢崎コウスケ
アキのクラスメイト。高校2年生。17歳。運動が得意であまり深くは考えていないように見られがちだが、意外に考えている。水の力を持つ魔剣グラムの所持者。アキにただならぬ思いをよせている。
岸岡ユカリ
アキのクラスメイトであり親友。高校2年生。17歳。父親が大企業の社長であり、少々天然気味のおっとりした性格のお嬢さま。堕天使アスタルテに誘拐され、雷槌ミョルニルを与えられる。一度堕天使達に操られるが正気に戻った後、仲間に加わる。
小野寺カズト
アキのクラスメイト。高校2年生。頭がよく、考えなく行動する（と勝手に決め付け）コウスケを嫌っている。鉄袋メギンギョルズの所持者。当初はアキ達を信じていなかったが幽霊の一件でアキ達と和解し、ともに行動する。否定はしているが、ユカリのストーカーであり、その事で妹のユズにからかわれている。
小野寺ユズ
小野寺カズトの妹。ユカリの救出後、ヨウに誘拐された。光の力を持つ零輪ドラウプニルの所持者であり、霊と意思疎通をする力も持っている。
ミカエル
天使たちを統べる天使長。世界の異変を治めるため神により地上につかわされた。レーヴァテインをアキにもたらした。運命の石リア･ファイルのはめ込まれた指輪を所持している。
ガブリエル
コウスケの元へ現れた天使。手先が器用で、アキたちのためにアイテムを作成してくれる。天使らしからぬひょうきんな性格をしている。
マリク
ユカリがアスタルテに誘拐されたのち、その護衛にやってきた天使。地獄の監視者であり、地獄に運ばれてきた魂を苦痛によって浄化するのが本来の役目である。本の収集家で、物語中で手に入れた本と引き換えに技を教えてくれる。
ラファエル
とある条件下で出現する異界の主である天使。伏魔伝へ向かうアキたちに協力してくれる。

### 堕天使側
アスタルテ
少女の姿をした堕天使。神に逆らい堕天させられた。堕天前の名はオファニム(座天使)に属していた。かなりのドジな性格のようで、仲間内からもそのことを話題にだされている。アキたちが最初に相手をした堕天使。8人いた神具の覚醒者のうち5人を始末した。
ヨウ
アキたちと対峙するカズト曰く不良みたいなヤツ。赤いニット帽をかぶっている。過去、友人を事故で失い、警察に不当に扱われた経緯をもち、堕天使に唆される。風と空間を操る神具スキーズブラズニルの所持者。
アザゼル
左眼に眼帯をつけた赤髪の堕天使の男。グリゴリたちのリーダーであったが、神の怒りを買ったために大洪水で全てを滅ぼされることになった。
河野タツヤ
アキの実の兄。大学生。実は自分の恋人を殺したアキの父親を殺してしまい、アザゼルに唆され、グングニルの所持者として、アキたちの前に現れる。
ルシフェル
元上級の天使。神の愛が天使ではなく、人間ばかりに向けられていることに不満を持ち、反旗を翻した。一連の事件の首謀者であり、堕天使たちの首領。聖なる炎を操る聖剣カリブルヌスいわゆるエクスカリバーの所持者。ミカエルの兄。

### その他登場人物
神童サキ
アキの母親。10年前に夫と離婚し、現在はアキと2人暮し。魔物に魂を奪われ、眠りについている。
アヤシイお姉さん
アキたちにアイテムを売ってくれる謎の女性。
ミウ
半獣の少女。陽気で明るい。異界において、アキたちにさまざまなアイテムを売ってくれる。ミカエルをアキの彼氏だと思っている。
ヒトミ
身体の透き通っている幽霊少女でユズにしか言葉がわからない。色々とわがままを言うが最後は勉強ができたことに満足し、ユズに感謝し、家族のもとへ帰っていく